# Malden (Kiribati)
Malden, chiamato anche Independence Island nel XIX secolo, è un atollo disabitato, piatto e arido dell'Oceano Pacifico centrale, di circa 39 km². È sito nell'arcipelago delle Sporadi equatoriali e appartenente alla Repubblica di Kiribati.
È conosciuto principalmente per le misteriose rovine preistoriche, gli enormi depositi di guano utilizzati dall'Australia tra il 1860 e il 1927, il suo precedente impiego come sito di test nucleari per la prima Bomba H britannica (Operazione Grapple, 1957) e la sua importanza come area protetta per gli uccelli marini.
L'atollo è stato designato come Malden Island Wildlife Sanctuary. Nel 2014 il governo di Kiribati ha stabilito un'area di divieto di pesca entro 12 miglia nautiche dalla costa delle Sporadi equatoriali meridionali (Isola Carolina, Flint, Vostok, Malden e Starbuck).

## Geografia
Malden è posto a 242 miglia nautiche a sud dell'equatore, 1 530 miglia nautiche a sud di Honolulu, e più 4 000 miglia nautiche a ovest delle coste sudamericane. L'isola più vicina è l'atollo disabitato Starbuck, 110 miglia nautiche a sud-ovest. Il villaggio più vicino è Tongareva (atollo Penrhyn), 243 miglia nautiche a sud-ovest. L'aeroporto più vicino è su Kiritimati (o isola Christmas), 365 miglia nautiche a nord-ovest. Altre isole vicine, tutte disabitate, sono Jarvis, 373 miglia nautiche a nord-ovest, Vostok, 385 miglia nautiche a sud-sud-est, e Carolina, 460 miglia nautiche a sud-est.

## Galleria d'immagini

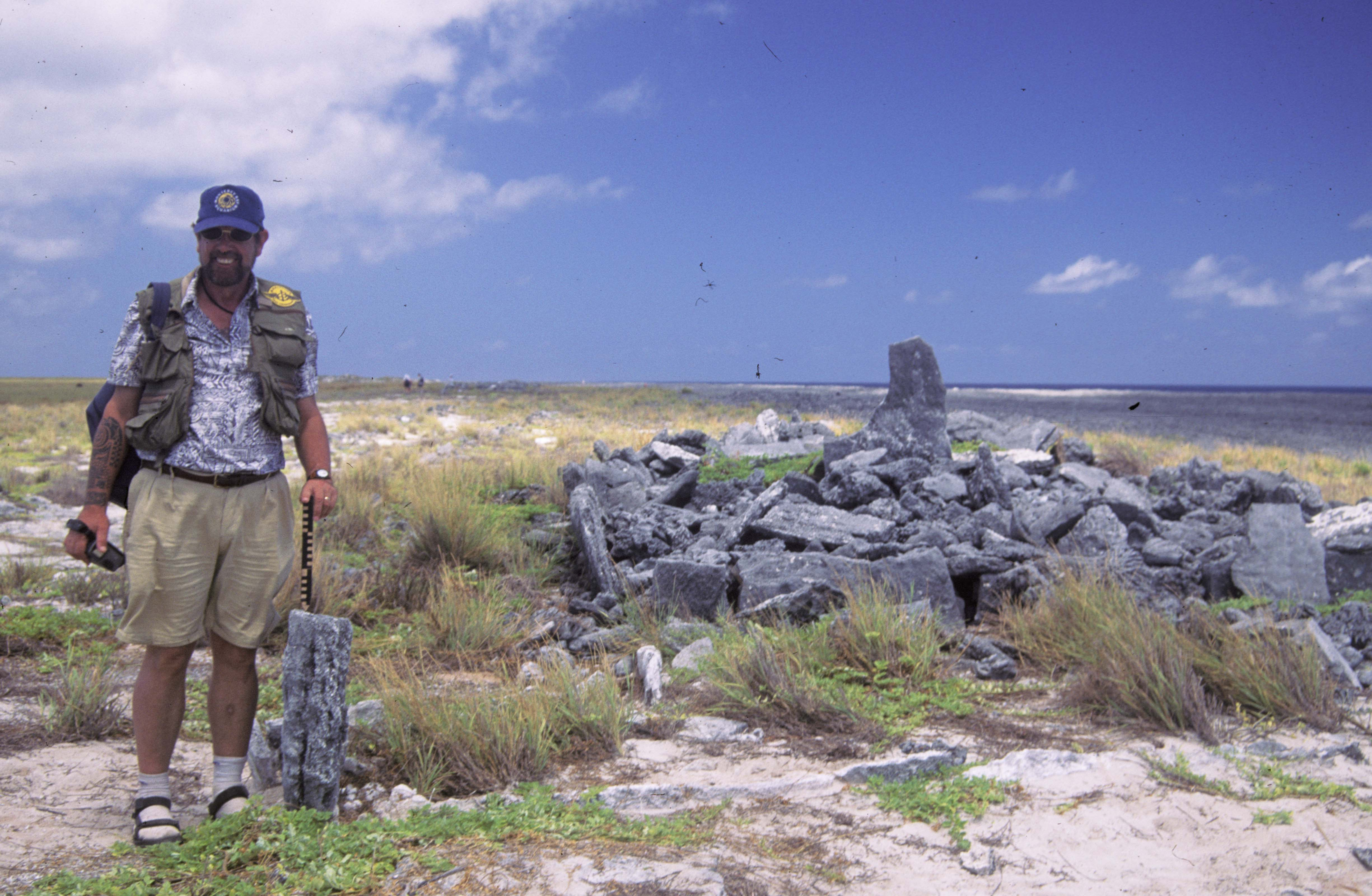
Antiche rovine polinesiane su Malden
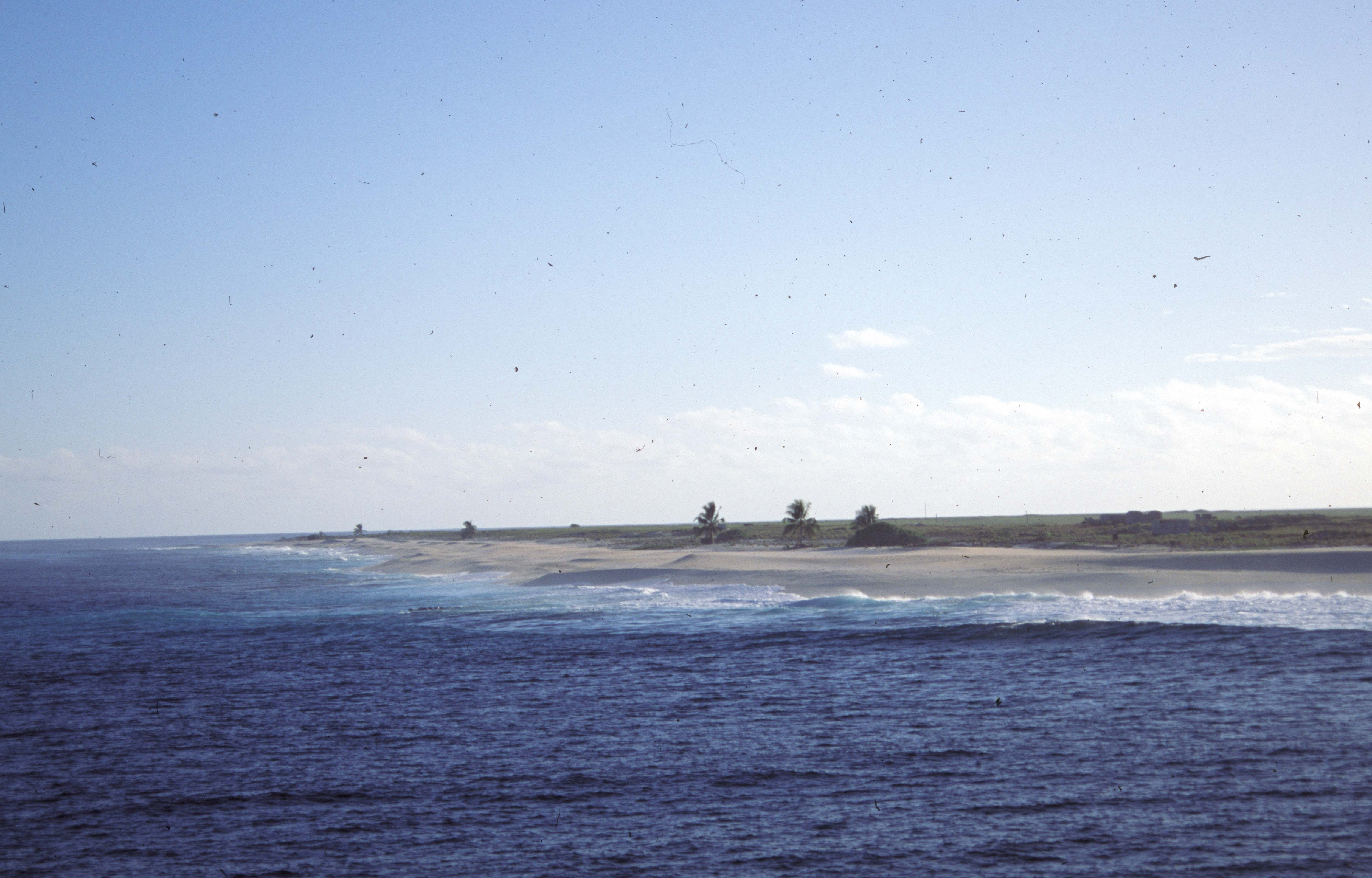
Barca in arrivo a Malden con le rovine dell'antico insediamento